# بی (ویرجینیا)
بی (به انگلیسی: Bee) یک منطقهٔ مسکونی در ایالات متحده آمریکا است که در Dickenson County واقع شده‌است. بی ۴۴۰٫۱۴ متر بالاتر از سطح دریا واقع شده‌است.